# Ligne de tramway 10 (SNCV Groupe du Littoral)
La ligne 10 est une ancienne ligne du groupe du Littoral de la Société nationale des chemins de fer vicinaux (SNCV) qui reliait Bruges à Knokke entre 1890 et 1956.

## Histoire
18 mars 1890 : mise en service en traction vapeur entre la gare de Bruges ('t Zand) et la gare de Heist (Heldenplein), nouvelle section (capital 37).
1er juillet 1911 : limitation de la plupart des services de la gare de Heist à Knokke Village à la suite du prolongement de la ligne 1 Ostende - Heist à Knokke Village.
1er juillet 1930 : électrification entre Knokke Village et Dudzele (capital 37).
19 juillet 1930 : traction électrique sur l'ensemble de la ligne, électrification entre Bruges et Dudzele (capital 37) ; prolongement du service de Knokke Village à Knokke Le Zoute via l'itinéraire de la ligne 1 Ostende - Knokke (capital 37) et pose d'un aiguillage à Knokke Village (capital 37), attribution de l'indice 10 pour la relation Bruges - Knokke et 11 pour les quelques services Burges - Heist.
1935 : suppression des services 11.
1935 : déviation entre Knokke Village et Westkapelle Hazelaarsdreef par une nouvelle section le long de la nouvelle chaussée en remplacement de l'ancienne section par la place communale de Knokke et une partie en site indépendant supprimée pour l'occasion (capital 37).
1er avril 1939 : prolongement depuis l'ancienne gare de Bruges ('t Zand) à la nouvelle gare à la suite du déplacement de celle-ci (nouvelle section, capital 178).
29 septembre 1956 : suppression et remplacement par une ligne d'autobus sous le même indice.

## Exploitation

### Horaires
Tableaux : 333 (1931).